# Equatore (singolo)
Equatore è un singolo del rapper italiano Rancore e della cantante italiana Margherita Vicario, pubblicato il 29 gennaio 2021.
Il brano è stato in seguito incluso nella lista tracce del terzo album del rapper Xenoverso, uscito nel 2022.

## Video musicale
Il video, diretto da Andrea Folino, è stato reso disponibile il 4 febbraio 2021 attraverso il canale YouTube del rapper.

## Tracce
Testi e musiche di Tarek Iurcich, Paolo Antonacci, Davide Simonetta e Margherita Vicario.
1. Equatore – 3:25